# روبرت تي كرايغ
روبرت تي كرايغ (بالإنجليزية: Robert T. Craig)‏ هو فيلسوف وكاتب أمريكي، ولد في 10 مايو 1947 في روتشستر في الولايات المتحدة.